# Corynoplastis
Corynoplastis, monotipski rod crvenih algi smješten u porodicu Rhodellaceae i red Rhodellales. Jedini predstavnik je C. japonica.
Rod Rhodella L.V.Evans, 1970, po kojima su porodica i red dobili ime, danas je uključen porodici Glaucosphaeraceae i redu Glaucosphaerales